# Jüri Lossmann
Jüri Lossmann (Kõo, 4 febbraio 1891 – Stoccolma, 1º maggio 1984) è stato un maratoneta e mezzofondista estone.

## Biografia
Nel 1920 fu medaglia d'argento nella maratona ai Giochi olimpici di Anversa, dove partecipò anche alla gara dei 10 000 metri, che però non portò a termine. In questa edizione dei Giochi fu portabandiera per l'Estonia.
Nel 1924 tornò a partecipare ai Giochi olimpici di Parigi classificandosi decimo nella maratona.
Oltre alla carriera sportiva, Lossmann lavorò alla fabbrica dolciaria estone Kawe dal 1922 al 1936. Negli anni 1930 fu allenatore di diversi maratoneti e mezzofondisti estoni, i quali non ottennero mai grandi successi sportivi. Durante la seconda guerra mondiale si rifugiò in Svezia poco prima dell'arrivo delle truppe sovietiche. Lossmann ebbe anche una formazione da gioielliere e in Svezia lavorò come orefice. Nel 1964 realizzò una coppa in argento per Gustavo VI Adolfo di Svezia come segno di gratitudine della comunità estone in Svezia.

## Record nazionali
- Ora: ? (1929)

## Palmarès
| Anno | Manifestazione  | Sede    | Evento       | Risultato | Prestazione | Note |
| ---- | --------------- | ------- | ------------ | --------- | ----------- | ---- |
| 1920 | Giochi olimpici | Anversa | 10 000 metri | dnf       | dnf         |      |
| 1920 | Giochi olimpici | Anversa | Maratona     | Argento   | 2h32'48"6   |      |
| 1924 | Giochi olimpici | Parigi  | Maratona     | 10º       | 2h57'54"6   |      |

## Campionati nazionali
- 1 volta campione russo dei 5000 metri piani (1916)